# طالقان
طالقان (طالقون) شهری در شهرستان طالقان واقع در استان البرز ایران است. این شهر در منطقه‌ای ییلاقی، خوش آب و هوا، توریستی، سرسبز و پرآب در میان رشته کوه البرز در ۱۳۳ کیلومتری شمال غربی شهر تهران و ۹۶ کیلومتری کرج قرار گرفته است. زیاران نزدیک‌ترین شهر به طالقان است که در غرب منطقه طالقان قرار گرفته است.
شهر طالقان به لحاظ قرار گرفتن در رشته کوه‌های البرز مرکزی، دارای آب و هوای کوهستانی و ییلاقی است. به همین دلیل دارای جمعیت فصلی بوده و در بهار و تابستان جمعیت شناور آن افزایش قابل توجهی می‌یابد. این در حالی‌ست که جمعیت ثابت شهر طالقان ۱۷۳ نفر بومی است.

## مردم

### زبان
طالقانی‌ها به زبان تاتی سخن می‌گویند. به عقیده برخی از صاحب‌نظران، زبان مردم طالقان به دو دسته تقسیم می‌شود. روستاهایی که بین جوستان و کوه‌های کندوان قرار گرفته‌اند به لهجه طبری طالقانی سخن می‌گویند. از جوستان به سمت باختر به گویش تاتی با لهجه طالقانی سخن می‌گویند. به عقیده حبیب برجیان شهمیرزاد، قصران و ساوجبلاغ، طالقان و الموت و کلاردشت و تنکابن یا کاسپی مرکزی گونه‌های زبانی پیرامون مازندران محسوب می‌شوند. این پژوهشگر زبان طبری علاوه بر زبان، رسوم مشترک را همدیگر ویژگی ساکنان حوزه زبان کاسپی دانست و گفت: آیین تیرماه سیزده شو از ویژگی‌های مشترک گیلان و مازندران است. مردم طالقان و الموت هم از این جشن سخن می‌گفتند. در کتاب استان‌شناسی البرز چاپ وزارت آموزش و پرورش، گویش مناطقی از کرج و طالقان، ساوجبلاغ شبیه به مازندرانی عنوان است. گویش طالقانی می‌تواند گونه‌ای از زبان‌های تاتی باشد. برخی از صاحب‌نظران نیز گویش طالقانی را از گویش‌های تاتی‌گونه می‌دانند. گرچه گویش مردم طالقان با تات‌های دیگر مناطق ایران تفاوت دارد. به گفته منیژه یوحنایی حوزه گستردگی زبان مازندرانی از شرق تا گرگان از جنوب تا شهمیرزاد، سنگسر، فیروزکوه، دماوند، لواسانات و مناطق شمالی امامزاده داوود و طالقان و از غرب تا تنکابن است.

## فرهنگ
مردم طالقان دارای رسم و رسومات زیادی هستند مثل پنجه پیتک که در پنج روز آخر سال انجام می‌شود یا مراسم شب یلدا (به گویش طالقانی: چله شو) که در اکثر مناطق ایران انجام می‌شود، ولی در طالقان با رسم خاصی انجام می‌شود. آیین تیرماه سیزده شو که از ویژگی‌های مشترک گیلان و مازندران است در بخشی از مناطق طالقان انجام می‌شود. مردم طالقان به شعرخوانی و داستان خوانی علاقه زیادی دارند. از معروفترین داستان خوانی‌های مردم طالقان می‌توان به داستان عاشقانه عزیز و نگار اشاره کرد. داستان دو دلداده از روستای آردکان شهرستان طالقان است که قدمت آن به چند قرن می‌رسد. به احتمال قریب به یقین، باید داستان عشق عزیز و نگار را آخرین حلقه گمشده دلدادگی عاشقان دانست که بارها در تاریخ ادبیات فارسی شاهد برخی از آنها بوده‌ایم. نوعی گاهشماری نیز در طالقان رواج دارد که به گاه‌شماری طالقانی معروف است.

### مشاهیر
- میرعماد (خوشنویس ایرانی)
- جلال آل احمد (نویسنده ایرانی)

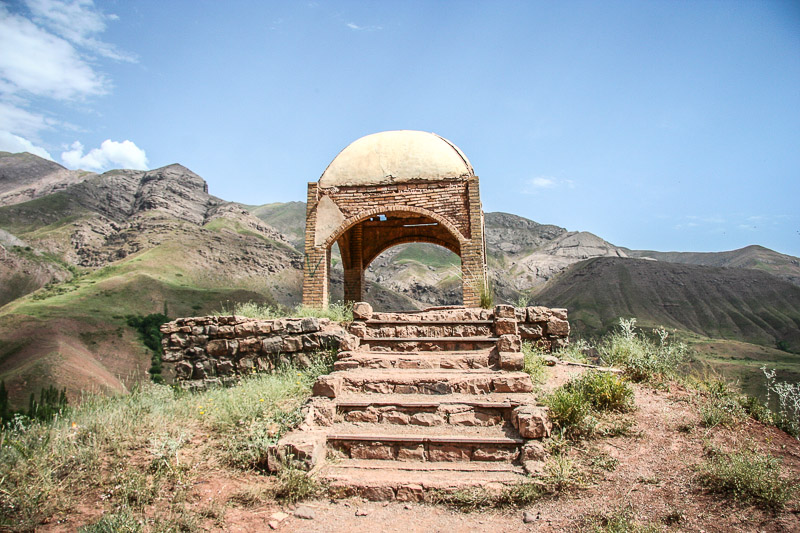
یادمان عبدالمجید طالقانی در طالقان

- عبدالمجید طالقانی (خوشنویس و شاعر ایرانی)
- غلامحسین امیرخانی (استاد معاصر خط نستعلیق)
- شیخ پیر حسین الهی طالقانی (عارف)[۱۱]
- مریم میرزاخانی (ریاضی‌دان ایرانی)
- مهرداد میناوند (بازیکن پرسپولیس)
- شادمهر عقیلی (خواننده)
- علی لهراسبی (خواننده)
- عنایت‌الله بخشی (بازیگر)
- علی‌اکبر فرهنگی (استاد دانشگاه ایرانی)
- میرابوالفضل عنقای طالقانی (شاعر و عارف)
- یوسف صیادی (بازیگر نویسنده و کارگردان)
- متین آل احمد (استاد دانشگاه و نویسنده)
- ابراهیم حشمت (از سران نهضت جنگل)
- سید محمد تقی میرابوالقاسمی (نویسنده و پژوهشگر تاریخ)
- میرزا ابراهیم بوذری (خوشنویس و ادیب)
- خلیل طالقانی (سیاستمدار)
- حسین صفاریان (بازیگر ایرانی)
- ولی‌الله فلاحی (فرمانده ارتش ایران در زمان جنگ ایران و عراق)
- محمود شیخ حسنی (امیر سرتیپ ارتش، رئیس سابق بازرسی ایمنی و معاون فعلی آموزشی تربیتی ستاد کل نیروهای مسلح)
- کامبیز شیخ حسنی (سفیر و دیپلمات ارشد وزارت امورخارجه)
- بهروز محمدبیگی (نویسنده و پژوهشگر، ایران‌شناس، مؤسس و مدیر پژوهشکده مطالعات و تحقیقات طالقان‌شناسی[۱۲])
- علیرضا شاه حسینی (پژوهشگرتاریخ وفرهنگ نواحی شمال ایران _ فعال فرهنگی)
- صاحب ابن عباد (نویسنده و سیاستمدار آل بویه)
- حکمت‌الله ملاصالحی (باستان‌شناس ایرانی)[۱۳]
- ملا نظرعلی سوهانی (حکیم)
- ولی‌الله احمدخان بیگی (خطاط، درجه عالی ازانجمن خوش نویسان)
- ایرج کلانتری طالقانی معمار و شهرساز ایرانی (طراح فرودگاه امام خمینی)
- آیت الله سید محمود طالقانی(مفسر بزرگ قرآن،سیاست مدار و فعال انقلابی)
- حجه الاسلام حمیدرضا حسینی(فعال فرهنگی، مدرس ،شاعر )
- آیت الله دکتر شیخ صادق رزاقی(روحانی ،فعال سیاسی،فقیه)
- شیخ مرتضی دیزانی(فقیه ،دانشمند،عارف،استاد آیت الله بهجت فومنی،و استاد علامه محمد تقی جعفری)
- حجه الاسلام دکتر اسماعیل یعقوبی(محقق،استاد حوزه و نویسنده کتاب مشاهیر طالقان)
- یدالله شریفی‌راد خلبان جنگنده اف ۵ و قهرمان جنگ (فیلم عقاب‌ها، داستان زندگی او را روایت می‌کند)
- فیروز شیخ حسنی خلبان هواپیمای جنگنده اف ۵ و قهرمان جنگ بود

## تاریخچه
طالقان واقع در رویان کهن بوده است. رویان به سرزمینی آباد در غرب مازندران گفته می‌شد که شامل بخش‌های کجور، کلارستاق، لنگا، تنکا، سختسر، هوسم، الموت، طالقان، لورا، ارنگه، رودبار قصران و لارقصران می‌شد.
شهر طالقان از به هم پیوستن چهار محله بنام‌های شهرک، گلینک، کولج و پرده‌سر تشکیل شده است. مرکز بخش طالقان ابتدا روستای کولج بود و از هشتم دی ۱۳۲۴ با تصویب هیئت وزیران به شهرک انتقال یافت.
در جلد نخست کتاب فرهنگ جغرافیایی ایران نوشته حسینعلی رزم‌آرا که در تیرماه ۱۳۲۸ به چاپ رسیده است، دربارهٔ طالقان (شهرک سابق) اینگونه آمده است که نشان دهنده وضعیت این منطقه در آن دوران است: شهرک قصبه‌ای مرکز بخش طالقان تابع شهرستان تهران در ۱۳۰ کیلومتری شمال باختری تهران است. آب و هوای کوهستانی، سردسیر و کنار رودخانه شاهرود. سکنه مطابق آمار ۱۳۵۲ نفر، ولی بیش از ۱۰۰۰ نفر سکنه ندارد و بقیه در تهران و مازندران سکونت دارند. مردم ده شیعه مذهب و مازندرانی زبان هستند.
آب قصبه از رودخانه حسنجون و رودخانه پردسر تأمین می‌شود. دارای محصولات زراعی غلات، سیب زمینی، یونجه، لوبیا و مختصری میوه‌جات قلمستان.
شغل عمده مردان زراعت، گله‌داری و کسب. شغل زنان کرباس و گلیم و جاجیم بافی.
در حدود ۲۰۰ نفر از مردان در فصل زمستان به تهران و مازندران برای کارگری رفته و برمی‌گردند.
دبستان ۶ کلاسه دارد. ادارات دولتی قصبه عبارتند از بخشداری - آمار - شعبه دارائی و ژاندارمری است.
راه طالقان به تهران و قزوین تا سال جاری مالرو بوده که اخیراً به‌وسیلهٔ افراد محلی و بنگاه اتوطالقان با تشویق اتحادیه طالقانیها شروع به تصحیح شد که برای اولین بار در تاریخ ۱۳۲۷/۴/۴، ماشین تا پل شهرک رسیده. در نظر است که دنباله این اقدام نیک را ادامه دهند تا کاملاً شوسه گردد. لیکن طی سالیان اخیر (دهه ۵۰ و ۶۰ شمسی) جاده اصلی طالقان که از بزرگراه کرج - قزوین بعد از آمادگاه ارتش احداث گردیده پس از گذر از روستاهای زیاران، صمغ آباد و ابراهیم‌آباد به گردنه طالقان می‌رسد. سپس از کنار روستای زیدشت گذشته و در روستای گلینگ به دو قسمت تقسیم می‌شود که یک راه به سمت چپ و پایین طالقان و سد طالقان می‌رود و راه دیگر به سمت شهرک طالقان می‌رود. در دهه‌های اخیر و پس مطالعات اولیه تصمیم بر آن شد راه جدیدی برای شهرستان طالقان احداث گردد. این راه از بالای شهر جدید هشتگرد و روستای فشند شروع می‌شود. طول این جاده آسفالته حدود ۴۰ کیلومتر می‌باشد و برای اولین بار در سال ۱۳۹۹ احداث و بازگشایی گردید و مورد استفاده قرار گرفت. راه جدید طالقان پس از گذر از کوه‌های البرز و چشمه‌های زیبا، در پایین روستای ورکَش به سمت شهرک طالقان ادامه پیدا می‌کند.
مزرعه دشت عطار و چندین مزرعه دیمی زار دیگر جزء این قصبه (شهرک طالقان) است.

## ریشه نام
دهخدا ریشهٔ طالقان را تالکان دانسته، وی می‌نویسد: صاحب انجمن آرا و به تبعیت او مؤلف آنندراج، طالقان را معرب این کلمه دانسته‌اند: «تالکان و تلکان، نام دو ولایت است یکی در خراسان و دیگری در حوالی شهر قزوین که نخست تلک، که سنگی است سفید و براق و معرب آن طلق، در آنجا یافته شد، بنابراین، این نام یافت و طالقان معرب آن است کذا فی القاموس».
«زمان رضاخانی» طالقان را شکل دگرگون شدهٔ تلکان می‌داند. تل در گیلان و مازندران به منطقه‌ای نسبتاً بلند گفته می‌شود. مردم طالقان نیز از دیرباز، «بلندترین» منطقه را «تل» می‌نامیدند. برای مثال یک طالقانی به بالاترین منطقه از روستای خود می‌گوید: «تَلی سر» (سر یا بالای تل). به هر روی، «طالقان» شکل عربی‌شدهٔ «تلکان»، یعنی «سرزمین پر کوه» است که این معنی با ویژگی‌های جغرافیایی طالقان نیز سازگاری دارد. 
«جلال آل‌احمد» در کتاب اورازان در این مورد باوری محلی را آورده است: «یک روایت عوامانه بر سر زبان طالقانی‌های مورد بحث در این جزوه هست که در آن اشاره به پناهنده شدن فرزندان علی به طالقان شده و اینکه بعد، بعلل خاصی معاویه یا یزید آن ناحیه را از مالیات «طلاق» داده - باج و خراج را از آن برداشته اند.» و خود ادامه می‌دهد که «عوامانه بودن این روایت از ظاهر آن پیداست ولی شاید برای کشف این مطلب که اطلاق چنین اسمی بر چنین محلی امری حادث بوده است اشاره ای باشد.»

## جاذبه‌های فرهنگی، تاریخی

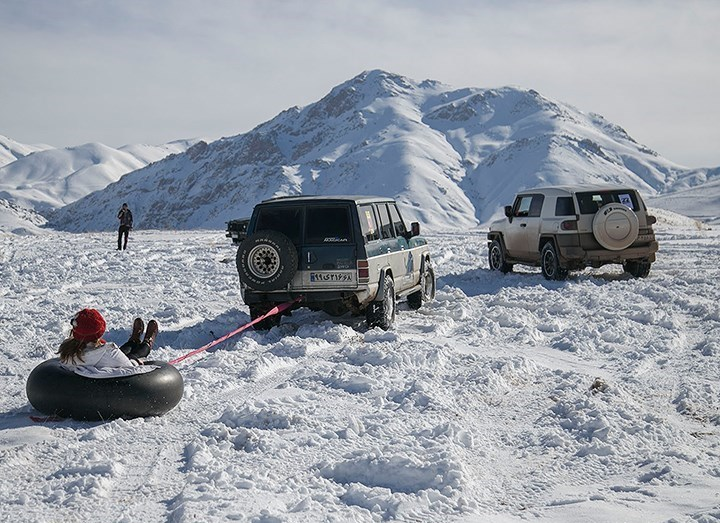
- یخچال طبیعی: واقع در روستای خودکاوند یکی از روستاهای میان طالقان - یخچال مذکور در اسپی سنگ خودکاوند بالاتر از دره نرکده شفت واقع است.
کوهنوردی قله شاه البرز طالقان طولانی‌ترین پیمایش کوهنوردی در کل کشور است.

- منزل آیت‌الله طالقانی در گلیرد و یادمان درویش عبدالمجید طالقانی در مهران از آثار دیدنی و تاریخی و فرهنگی طالقان به‌شمار می‌آیند.
- از دیگر آثار و بناهای تاریخی طالقان - مصون مانده از آسیب‌های طبیعی - می‌توان به برخی قلعه‌ها، امامزاده‌ها، مقابر، حمام‌ها و آسیاب‌های آبی اشاره کرد.
- بقعهٔ شیخ حسین الهی معروف به جد بزرگوار در روستای دیزان، جنب مسجد آیت‌الله شیخ مرتضی دیزانی
- ارژنگ قلعه در میناوند، قلعه منصور و قلعه کیقباد در شمال هرنج، قلعه دختر در گته ده، قلعه پراچان و قلعه فالیس، امامزاده هارون در جوستان، شاه محمد حنیفه در کرکبود، امامزاده زکریا در میراش، امامزاده ابراهیم در در تکیه ناوه و نیز امامزاده‌های روستای‌های سیدآباد، اورازان، کش، کشرود، کلاه رود، اسفاران، خچره، بقعه میر در وشته، و مقبره پیران در دیزان، مهران، گته ده و اوانک، بقایای آسیاب‌های آبی در برخی از روستاها و نیز آثار نهر بزرگ انتقال آب از طالقان به قزوین در امتداد قله‌های رشته کوه‌های جنوبی طالقان، بسیار دیدنی است.
- حمام قدیمی دیزان-قلاسی-آقای باغ-هفت قلای سی-قلا یاک-طاقی لایه (ساعت آفتابی اهالی روستا) در روستای دیزان. (وجود اسامی مانند قلایاک، قلاسی، هفت قلا ی سی و… نشان از قدمت تاریخی دیزان و وجود قلعه‌های متعدد در زمان‌های گذشته این روستا می‌باشد.

قلعه ارژنک در بالای قله
قلادوش واقع در میناوند
قرار دارد
- مرتفع‌ترین آبشار طالقان در روستای بزج واقع است. نام آن شل بن می‌باشد.
- یخچال طبیعی: واقع در روستای خودکاوند یکی از روستاهای میان طالقان - یخچال مذکور در اسپی سنگ خودکاوند بالاتر از دره نرکده شفت واقع است.

کوهنوردی قله شاه البرز طالقان طولانی‌ترین پیمایش کوهنوردی در کل کشور است.

## صنایع دستی
- قالی دست‌باف
- گلیم بافی
- خراطی چوب در کولج طالقان
- بافته‌های نمدی[۲۱]

## روستاها
- فهرست روستاهای طالقان